# Big Girls Cry
«Big Girls Cry» (с англ. — «Большие девочки тоже плачут») ― сингл австралийской певицы и автора песен Сии с ее шестого студийного альбома 1000 Forms of Fear. Он был выпущен только в Австралии и некоторых частях Европы. Сингл вошел в чарты Бельгии и в топ-40 в Австралии и Франции.

## Музыкальное видео
2 апреля 2015 года клип на эту песню был выпущен на YouTube. В нем снялась танцовщица Мэдди Зиглер в своем фирменном купальнике телесного цвета и белом парике. Клип был снят Сией и Дэниелом Аскиллом. Хореографом выступил Райан Хеффингтон. По состоянию на декабрь 2017 года видео набрало более 230 миллионов просмотров. С середины 2018 года видео не доступно для зрителей Австралии и Новой Зеландии.

## Чарты
| Чарт (2014-15)                             | Высшая позиция |
| ------------------------------------------ | -------------- |
| Австралия (ARIA)                           | 16             |
| Бельгия/Фландрия (Ultratip Bubbling Under) | 54             |
| Бельгия/Валлония (Ultratop 50)             | 29             |
| Канада (Billboard Canadian Hot 100)        | 64             |
| Франция (SNEP)                             | 18             |
| Iceland (RÚV)                              | 17             |
| Ирландия (IRMA)                            | 60             |
| Israel (Media Forest)                      | 7              |
| Шотландия (OCC Scotland)                   | 51             |
| Великобритания (OCC UK Singles)            | 77             |
| США (Billboard Bubbling Under Hot 100)     | 3              |

### Ежегодные чарты
| Чарт (2015)   | Позиция |
| ------------- | ------- |
| France (SNEP) | 97      |

## Сертификации
| Регион | Сертификация | Продажи |
| --- | ------------ | ------- |
| Австралия (ARIA) | Платиновый   | 70 000^ |
| Дания (IFPI Danmark) | Золотой      | 45 000  |
| Великобритания (BPI) | Серебряный   | 200 000 |
| ^ Данные о тиражах приведены только на основе сертификации. · Данные о продажах + прослушиваниях приведены только на основе сертификации. |              |         |